# Anton Steinhauser der Jüngere

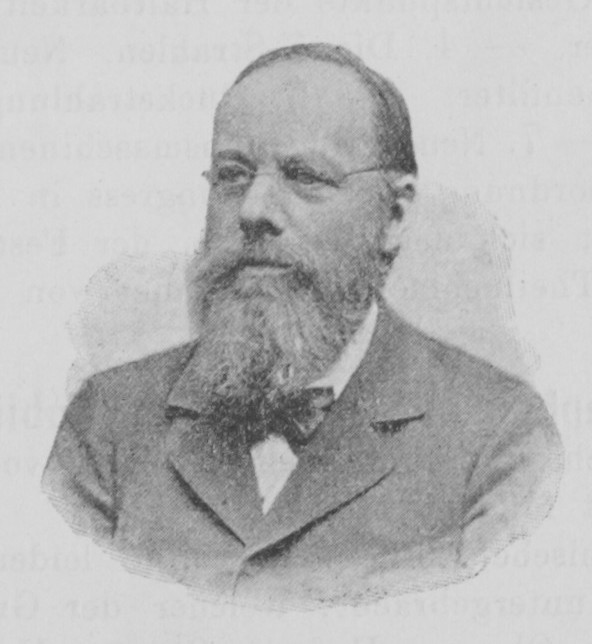
Anton Steinhauser

Anton Steinhauser (* 10. Juni 1842 in Graz; † 10. Mai 1898) war ein österreichischer Lehrer, Mathematiker und Physiker.

## Leben
Steinhauser besuchte die Staats-Oberrealschule und das Polytechnicum Johanneum in Graz und wurde 1866 Oberrealschul-Assistent und später Supplent für darstellende Geometrie.
1868 wurde er zum wirklichen Professor der Mathematik an der Landes-Oberrealschule in Wiener-Neustadt ernannt, 1870 ging er als Professor für Mathematik und Physik an die k. k. Bau- und Maschinengewerbeschule nach Wien. Außerdem unterrichtete er gewerbliches Rechnen an der k. k. Graphischen Lehr- und Versuchsanstalt. In seinen wissenschaftlichen Abhandlungen befasste er sich eingehend mit physikalischen und photographischen Studien, sein besonderes Interesse galt dabei der Stereoskopie.

## Publikationen (Auswahl)
- Ueber die geometrische Construction der Stereoskopbilder. Ein Beitrag zur centralen Projection, bearbeitet zum Gebrauche für Techniker und Fisiker. Pock, Graz 1870 (Digitalisat).
- Die mathematischen Beziehungen zwischen dem Stereoskope und den zu demselben gehörigen Bildern. In: Repertorium für Experimental-Physik, für physikalische Technik, mathematische und astronomische Instrumentenkunde. Bd. 13 (1877), S. 433–446 (Digitalisat).
- Die Elemente des graphischen Rechnens, mit besonderer Berücksichtigung der logarithmischen Spirale. Alfred Hölder, Wien 1885.
- Ueber Stereoskop-Photographie. In: Jahrbuch für Photographie. Bd. 1 (1887), S. 237–246 (Digitalisat).
- Stereoscopisches. In: Jahrbuch für Photographie und Reproduktionstechnik. Bd. 3 (1889), S. 290–300 (Digitalisat).
- Die theoretische Grundlage für die Herstellung der Stereoskopenbilder auf dem Wege der Photographie und deren sachgemässe Betrachtung durch Stereoskope. R. Lechner’s Verlag, Wien 1897 (Photographische Bibliothek; 4).
- Darstellung von stereoskopischen Projectionen auf dem Schirm. In: Jahrbuche für Photographie und Reproductionsverfahren. Bd. 12 (1898), S. 265–281 (Digitalisat).